# Serie B 1946/1947
Soutěžní ročník Serie B 1946/1947 byl 15. ročník druhé nejvyšší italské fotbalové ligy. Konal se od 22. září 1946 do 31. srpna 1947. Soutěž se odehrála s 60 týmy, které byli rozděleny do tří skupin podle geografie. Vítěz své skupiny postoupil přímo do Serie A. Byli to kluby: Pro Patria, Lucchese a Salernitana.
Nejlepším střelcem se stal italský hráč Aldo Boffi (Seregno), který vstřelil 32 branek.

## Události
Kvůli slabé ekonomické kapacitě klubů a devastaci z války, které nehráli v nejvyšší lize, byla 2. liga rozdělena na 3 skupiny. Celkem 60 klubů se rozdělili podle geografie a to 2 skupiny na severu a jedna na jihu. Vítězové skupin postoupili do nejvyšší ligy. Staly se jim Pro Patria, Lucchese a Salernitana.
Pravidla pro sestup byla poměrně složitá, protože chtěli dát racionálnější vzorec pro příští turnaj: byl stanoven sestup čtyř týmů ve skupině. Jenže Pro Gorizia díky administrativě nesestoupila, protože stejně jako Triestina ze Serie A kvůli obavám, že by se tyto hraniční  kluby se mohly zaregistrovat na protest do Jugoslávské ligy.

## Skupina A

### Účastníci
| Klub         | Město              | Stadion                       | Trenér                                                | Minulá sezona                               |
| ------------ | ------------------ | ----------------------------- | ----------------------------------------------------- | ------------------------------------------- |
| Biellese     | Biella             | Stadio Lamarmora              | Mario Sperone                                         | 7. místo ve skupině A v Serii B-C           |
| Carrarese    | Carrara            | Stadio Viale XX Settembre     | Imre Payer                                            | 11. místo ve skupině A v Serii C            |
| Casale       | Casale Monferrato  | Stadio Natale Palli           | Eraldo Patrucco                                       | 5. místo ve skupině A v Serii B-C           |
| Como         | Como               | Stadio Giuseppe Sinigaglia    | Eraldo Monzeglio                                      | 8. místo ve skupině B v Serii B-C           |
| Crema        | Crema              | Stadio Comunale               | Guido Dossena                                         | 6. místo ve skupině B v Serii B-C           |
| Fanfulla     | Lodi               | Stadio Dossenina              | Mario Villini                                         | 7. místo ve skupině B v Serii B-C           |
| Gallaratese  | Gallarate          | Stadio Alessandro Maino       | Aldo Biffi                                            | 10. místo ve skupině B v Serii B-C          |
| Lecco        | Lecco              | Stadio di via Cantarelli      | Oreste Barale                                         | 3. místo ve skupině B v Serii B-C           |
| Legnano      | Legnano            | Stadio di via Pisacane        | Róbert Winkler                                        | 4. místo ve skupině B v Serii B-C           |
| Novara       | Novara             | Stadio di via Alcarotti       | Luigi Bajardi (1.–?. kolo) Remo Versaldi              | 5. místo ve skupině A v Serii B-C           |
| Pistoiese    | Pistoia            | Stadio Monteoliveto           | Árpád Hajós                                           | 3. místo ve skupině A v Serii C             |
| Pro Patria   | Busto Arsizio      | Stadio Comunale               | Carlo Rigotti                                         | 2. místo ve finálové skupině v Serii B-C    |
| Pro Sesto    | Sesto San Giovanni | Stadio Breda                  | Carlo Mantegazza a Alexander Popovic                  | 8. místo ve skupině B v Serii B-C           |
| Pro Vercelli | Vercelli           | Stadio Leonida Robbiano       | Antonio Janni                                         | 3. místo ve skupině A v Serii B-C           |
| Savona       | Savona             | Stadio Comunale               | Rinaldo Roggero (1.–?. kolo) Virgilio Felice Levratto | 10. místo ve skupině A v Serii B-C          |
| Seregno      | Seregno            | Stadio Ferruccio Trabattoni   | Mario Malatesta                                       | 9. místo ve skupině B v Serii B-C           |
| Sestrese     | Sestri Ponente     | Campo Sportivo di via Tripoli | Ferenc Hirzer                                         | 9. místo ve skupině A v Serii B-C           |
| Spezia       | La Spezia          | Stadio Alberto Picco          | Ottavio Barbieri                                      | 3. místo ve skupině B v 1. divize Liguria   |
| Varese       | Varese             | Stadio di Masnago             | Primo Danieli                                         | 4. místo ve skupině P v 1. divize Lombardie |
| Viareggio    | Viareggio          | Campo dei Pini                | Mario Magnozzi a Leone Della Latta                    | 5. místo ve skupině A v Serii C             |
| Vigevano     | Vigevano           | Stadio Dante Merlo            | Luis Monti                                            | 3. místo ve finálové skupině v Serii B-C    |
| Vogherese    | Voghera            | Stadio Comunale               | Renato Pasturenti                                     | 7. místo ve skupině A v Serii B-C           |

### Tabulka
| Poř. | Tým          | Z  | V  | R  | P  | VG | OG | B  |
| ---- | ------------ | -- | -- | -- | -- | -- | -- | -- |
| 1.   | Pro Patria   | 42 | 27 | 6  | 9  | 84 | 39 | 60 |
| 2.   | Legnano      | 42 | 21 | 11 | 10 | 67 | 42 | 53 |
| 3.   | Novara       | 42 | 18 | 12 | 12 | 47 | 34 | 48 |
| 4.   | Seregno      | 42 | 18 | 12 | 12 | 69 | 52 | 48 |
| 5.   | Spezia       | 42 | 18 | 12 | 12 | 62 | 47 | 48 |
| 6.   | Pistoiese    | 42 | 21 | 6  | 15 | 86 | 70 | 48 |
| 7.   | Vigevano     | 42 | 18 | 10 | 14 | 59 | 57 | 46 |
| 8.   | Pro Vercelli | 42 | 14 | 14 | 14 | 54 | 52 | 42 |
| 9.   | Como         | 42 | 16 | 10 | 16 | 61 | 59 | 42 |
| 10.  | Gallaratese  | 42 | 13 | 16 | 13 | 31 | 40 | 42 |
| 11.  | Fanfulla     | 42 | 16 | 9  | 17 | 66 | 60 | 41 |
| 12.  | Crema        | 42 | 17 | 7  | 18 | 60 | 57 | 41 |
| 13.  | Carrarese    | 42 | 15 | 11 | 16 | 51 | 53 | 41 |
| 14.  | Pro Sesto    | 42 | 17 | 7  | 18 | 49 | 56 | 41 |
| 15.  | Viareggio    | 42 | 16 | 8  | 18 | 72 | 70 | 40 |
| 16.  | Varese       | 42 | 17 | 6  | 19 | 61 | 62 | 40 |
| 17.  | Vogherese    | 42 | 16 | 6  | 19 | 54 | 69 | 39 |
| 18.  | Biellese     | 42 | 14 | 11 | 17 | 63 | 75 | 39 |
| 19.  | Sestrese     | 42 | 12 | 13 | 17 | 61 | 69 | 37 |
| 20.  | Lecco        | 42 | 12 | 10 | 20 | 50 | 67 | 34 |
| 21.  | Savona       | 42 | 13 | 6  | 23 | 49 | 78 | 32 |
| 22.  | Casale       | 42 | 7  | 8  | 27 | 47 | 95 | 22 |

Poznámky
- Z = Odehrané zápasy; V = Vítězství; R = Remízy; P = Prohry; VG = Vstřelené góly; OG = Obdržené góly; B = Body
- za výhru 2 body, za remízu 1 bod, za prohru 0 bodů.
- při rovnosti bodů se rozhodovalo skóre.
- Vogherese porazilo Biellese v play out 3:1.

|  | Postup do Serie A |
|  | Sestup do Serie C |

## Skupina B

### Účastníci
| Klub           | Město         | Stadion                      | Trenér                                                                                                 | Minulá sezona                                        |
| -------------- | ------------- | ---------------------------- | --- | ---------------------------------------------------- |
| Anconitana     | Ancona        | Stadio Dorico                | Achille Piccini (1. –?. kolo) Alceo Moretti                                                            | 11. místo ve skupině A-B Centro-Sud v Národní divizi |
| Cesena         | Cesena        | Ippodromo del Savio          | Luigi Milano                                                                                           | 8. místo ve skupině C v Serii B-C                    |
| Cremonese      | Cremona       | Stadio Giovanni Zini         | Italo Defendi (1. –?. kolo) Piero Pasinati                                                             | 5. místo ve finálové skupině v Serii B-C             |
| Empoli         | Empoli        | Stadio Comunale di Empoli    | Enrico Crotti                                                                                          | 5. místo ve skupině A v Serii C                      |
| Forti e Liberi | Forlì         | Stadio Tullo Morgagni        | Umberto Zanolla                                                                                        | 10. místo ve skupině C v Serii B-C                   |
| Lucchese       | Lucca         | Stadio Porta Elisa           | Aldo Olivieri                                                                                          | 2. místo ve skupině A v Serii C                      |
| Mantova        | Mantova       | Stadio J.R. Nation           | Renato Bodini (1. –?. kolo) Lino Taioli (?. –?. kolo) Guglielmo Reggiani                               | 10. místo ve skupině B v Serii B-C                   |
| Mestrina       | Mestre        | Stadio Francesco Baracca     | Virginio Rosetta                                                                                       | 1. místo ve finálové skupině v Serii C               |
| Padova         | Padova        | Stadio Silvio Appiani        | Feliciano Monti (1. –6. kolo) Pietro Serantoni                                                         | 6. místo ve finálové skupině v Serii B-C             |
| Parma          | Parma         | Stadio Ennio Tardini         | Renato Cattaneo (1. –?. kolo) Venuto Lombatti (?. –?. kolo) Ricardo Frione (?. –?. kolo) Tito Mistrali | 3. místo ve skupině C v Serii B-C                    |
| Piacenza       | Piacenza      | Stadio Barriera Genova       | Giuseppe Marchi                                                                                        | 4. místo ve skupině A v Serii B-C                    |
| Pisa           | Pisa          | Stadio Arena Garibaldi       | Giuseppe Forlivesi (1. –42. kolo) Angelo Pasolini                                                      | 10. místo ve skupině A v Serii C                     |
| Prato          | Prato         | Stadio Lungobisenzio         | Alfredo Notti (1. –?. kolo) Mario Genta                                                                | 1. místo ve skupině A v Serii C                      |
| Pro Gorizia    | Gorizia       | Stadio Baiamonti             | Giacomo Blason                                                                                         | 7. místo ve skupině C v Serii B-C                    |
| Reggiana       | Reggio Emilia | Stadio Mirabello             | Bruno Vale (1. –21. kolo) Alcide Ivan Violi                                                            | 4. místo ve finálové skupině v Serii B-C             |
| Siena          | Siena         | Stadio Rastrello             | Alberto Macchi                                                                                         | 10. místo ve skupině A-B Centro-Sud v Národní divizi |
| SPAL           | Ferrara       | Stadio Comunale              | Guido Testolina                                                                                        | 8. místo ve skupině C v Serii B-C                    |
| Suzzara        | Suzzara       | C.S. Comunale                | Federico Allasio                                                                                       | 5. místo ve skupině C v Serii B-C                    |
| Treviso        | Treviso       | Stadio Omobono Tenni         | Luigi Miconi (1. –?. kolo) Bruno Bozzolo                                                               | 6. místo ve skupině C v Serii B-C                    |
| Udinese        | Udine         | Stadio Moretti               | Vittorio Faroppa                                                                                       | 10. místo ve skupině C v Serii B-C                   |
| Verona         | Verona        | Stadio Marcantonio Bentegodi | János Vanicsek                                                                                         | 3. místo ve skupině C v Serii B-C                    |

### Tabulka
| Poř. | Tým         | Z  | V  | R  | P  | VG | OG | B  |
| ---- | ----------- | -- | -- | -- | -- | -- | -- | -- |
| 1.   | Lucchese    | 40 | 24 | 6  | 10 | 78 | 45 | 54 |
| 2.   | Padova      | 40 | 20 | 9  | 11 | 53 | 36 | 49 |
| 3.   | Empoli      | 40 | 18 | 11 | 11 | 54 | 38 | 47 |
| 4.   | Treviso     | 40 | 19 | 8  | 13 | 56 | 41 | 46 |
| 5.   | Siena       | 40 | 17 | 11 | 12 | 47 | 45 | 45 |
| 6.   | SPAL        | 40 | 15 | 13 | 12 | 53 | 33 | 43 |
| 7.   | Cremonese   | 40 | 17 | 9  | 14 | 65 | 47 | 43 |
| 8.   | Verona      | 40 | 15 | 12 | 13 | 59 | 48 | 42 |
| 9.   | Mantova     | 40 | 16 | 10 | 14 | 48 | 51 | 42 |
| 10.  | Suzzara     | 40 | 12 | 17 | 11 | 38 | 51 | 41 |
| 11.  | Udinese     | 40 | 14 | 12 | 14 | 47 | 42 | 40 |
| 12.  | Piacenza    | 40 | 15 | 9  | 16 | 37 | 44 | 39 |
| 13.  | Reggiana    | 40 | 12 | 15 | 13 | 38 | 48 | 39 |
| 14.  | Parma       | 40 | 14 | 10 | 16 | 41 | 45 | 38 |
| 15.  | Prato       | 40 | 14 | 9  | 17 | 46 | 50 | 37 |
| 16.  | Pisa        | 40 | 12 | 12 | 16 | 38 | 44 | 36 |
| 17.  | Anconitana  | 40 | 13 | 10 | 17 | 43 | 51 | 36 |
| 18.  | Mestrina    | 40 | 12 | 9  | 19 | 40 | 56 | 33 |
| 19.  | Forlì       | 40 | 10 | 11 | 19 | 38 | 56 | 31 |
| 20.  | Pro Gorizia | 40 | 9  | 12 | 19 | 38 | 57 | 30 |
| 21.  | Cesena      | 40 | 10 | 9  | 21 | 36 | 58 | 29 |

Poznámky
- Z = Odehrané zápasy; V = Vítězství; R = Remízy; P = Prohry; VG = Vstřelené góly; OG = Obdržené góly; B = Body
- za výhru 2 body, za remízu 1 bod, za prohru 0 bodů.
- při rovnosti bodů se rozhodovalo skóre.
- Pisa porazila Anconitanu v play out 2:1.
- Anconitana poté uspěl v kvalifikaci a nesestoupil.
- Pro Gorizia nesestoupilo díky administrativě.

|  | Postup do Serie A |
|  | Sestup do Serie C |

## Skupina C

### Účastníci
| Klub             | Město            | Stadion                                | Trenér                                                                        | Minulá sezona                                                   |
| ---------------- | ---------------- | -------------------------------------- | ----------------------------------------------------------------------------- | --------------------------------------------------------------- |
| Albatrastevere   | Řím              | Stadio Nazionale                       | Orlando Tognotti                                                              | 1. místo ve skupině C v Serii C                                 |
| Arsenale Taranto | Taranto          | Arsenale militare marittimo di Taranto | Guglielmo Borgo                                                               | 2. místo ve skupině E v Serii C                                 |
| Brindisi         | Brindisi         | Campo Sportivo Comunale                | Cesare Migliorini                                                             | 5. místo ve skupině E v Serii C                                 |
| Catanzaro        | Catanzaro        | Stadio Comunale                        | Pietro Piselli                                                                | 3. místo ve skupině F v Serii C                                 |
| Cosenza          | Cosenza          | Stadio comunale Città di Cosenza       | Attilio Demaría                                                               | 2. místo ve skupině F v Serii B-C                               |
| Foggia           | Foggia           | Stadio Pino Zaccheria                  | Piero Andreoli (1. –?. kolo) Raffaele Costantino                              | 4. místo ve skupině E v Serii C                                 |
| Lecce            | Lecce            | Stadio Carlo Pranzo                    | Raffaele Anguilla (1. –?. kolo) Giovanni Brezzi                               | 1. místo ve skupině E v Serii C                                 |
| Palermo          | Palermo          | Stadio La Favorita                     | Maximiliano Faotto (1. –?. kolo) Beppe Cutrera                                | 7. místo ve skupině Serie mista A-B Centro-Sud v Národní divizi |
| Perugia          | Perugia          | Stadio Santa Giuliana                  | Umberto De Angelis                                                            | 1. místo ve skupině B v Serii C                                 |
| Pescara          | Pescara          | Stadio Rampigna                        | József Bánás                                                                  | 6. místo ve skupině Serie mista A-B Centro-Sud v Národní divizi |
| Rieti            | Rieti            | Stadio di viale Fassini                | Ermes Borsetti                                                                | 3. místo ve skupině C v Serii C                                 |
| Salernitana      | Salerno          | Comunale                               | Giuseppe Viani                                                                | 9. místo ve skupině Serie mista A-B Centro-Sud v Národní divizi |
| Scafatese        | Scafati          | Stadio Comunale 28. září 1943          | Secondo Roggero                                                               | 3. místo ve skupině D v Serii C                                 |
| Siracusa         | Siracusa         | Stadio Comunale                        | Engelbert König (1. –?. kolo) Guido Mazzetti                                  | 4. místo ve skupině F v Serii C                                 |
| Taranto          | Taranto          | Stadio Valentino Mazzola               | Usbey Donneuy (1. –12. kolo) Ferruccio Ghidini (13. –15. kolo) Raffaele Russo | 3. místo ve skupině E v Serii C                                 |
| Ternana          | Terni            | Stadio Viale Brin                      | Eugenio Tacács (1. –?. kolo) Eraldo Pangrazi                                  | 5. místo ve skupině Cd v Serii C                                |
| Torrese          | Torre Annunziata | Campo Formisano                        | Dario Compiani                                                                | 4. místo ve skupině D v Serii C                                 |

### Tabulka
| Poř. | Tým              | Z  | V  | R  | P  | VG | OG | B  |
| ---- | ---------------- | -- | -- | -- | -- | -- | -- | -- |
| 1.   | Salernitana      | 32 | 16 | 12 | 4  | 59 | 23 | 44 |
| 2.   | Ternana          | 32 | 18 | 5  | 9  | 47 | 44 | 41 |
| 3.   | Pescara          | 32 | 15 | 7  | 10 | 61 | 35 | 37 |
| 4.   | Lecce            | 32 | 15 | 5  | 12 | 56 | 33 | 35 |
| 5.   | Scafatese        | 32 | 14 | 7  | 11 | 34 | 36 | 35 |
| 6.   | Torrese          | 32 | 12 | 8  | 12 | 46 | 50 | 32 |
| 7.   | Rieti            | 32 | 13 | 6  | 13 | 36 | 41 | 32 |
| 8.   | Palermo          | 32 | 11 | 9  | 12 | 36 | 35 | 31 |
| 9.   | Brindisi         | 32 | 10 | 11 | 11 | 34 | 42 | 31 |
| 10.  | Arsenale Taranto | 32 | 11 | 9  | 12 | 38 | 49 | 31 |
| 11.  | Perugia          | 32 | 10 | 10 | 12 | 32 | 42 | 30 |
| 12.  | Cosenza          | 32 | 7  | 15 | 10 | 39 | 33 | 29 |
| 13.  | Siracusa         | 32 | 12 | 5  | 15 | 37 | 49 | 29 |
| 14.  | Albatrastevere   | 32 | 11 | 6  | 15 | 43 | 57 | 28 |
| 15.  | Taranto          | 32 | 10 | 7  | 15 | 34 | 44 | 27 |
| 16.  | Catanzaro        | 32 | 11 | 4  | 17 | 37 | 36 | 26 |
| 17.  | Foggia           | 32 | 10 | 6  | 16 | 33 | 53 | 26 |

Poznámky
- Z = Odehrané zápasy; V = Vítězství; R = Remízy; P = Prohry; VG = Vstřelené góly; OG = Obdržené góly; B = Body
- za výhru 2 body, za remízu 1 bod, za prohru 0 bodů.
- při rovnosti bodů se rozhodovalo skóre.

|  | Postup do Serie A |
|  | Sestup do Serie C |

## Kvalifikace
Kluby Anconitana a Biellese se střetly mezi sebou o sestup do Serie C. Utkání skončilo 4:2 pro Anconitanu.